# Лососёво
Лососёво (до 1948 года Лаппалайнен, фин. Lappalainen) — посёлок в Ромашкинском сельском поселении Приозерского района Ленинградской области.

## Название
Топоним Лаппалайнен связан с древним родовым именем саамского происхождения.
Зимой 1948 года селению Лаппалайнен, входившему в состав деревни Тикансаари, присвоили наименование Лососёво без каких-либо на то обоснований. Сама же деревня Тикансаари получила переводное название Дятлово, которое через полгода было изменено на Речное. Переименования были закреплены указом Президиума ВС РСФСР от 13 января 1949 года.

## История
До 1939 года деревни Тикансаари и Лаппалайнен входили в состав волости Саккола Выборгской губернии Финляндской республики.
С 1 января 1940 года в составе Карело-Финской ССР.
С 1 августа 1941 года по 31 июля 1944 года финская оккупация.
С 1 ноября 1944 года в составе Юлимякского сельсовета Кексгольмского района.
С 1 октября 1948 года в составе Красноармейского сельсовета Приозерского района.
С 1 января 1949 года учитывается как деревня Лососёво.
С 1 февраля 1963 года — в составе Выборгского района.
С 1 января 1965 года — вновь в составе Приозерского района.
По данным 1966 и 1973 годов посёлок Лососёво входил в состав Красноармейского сельсовета.
По данным 1990 года посёлок Лососёво входил в состав Ромашкинского сельсовета.
В 1997 году в посёлке Лососёво Ромашкинской волости проживали 5 человек, в 2002 году 28 человек (русские — 82 %).
В 2007 году в посёлке Лососёво Ромашкинского СП проживали 4 человека, в 2010 году — 27 человек.

## География
Посёлок расположен в центральной части района на автодороге А121 «Сортавала» (Санкт-Петербург — Сортавала — автомобильная дорога Р-21 «Кола»).
Расстояние до административного центра поселения — 12 км.
Расстояние до ближайшей железнодорожной платформы Лосево — 2 км.
Посёлок находится на западном берегу Суходольского озера. Через посёлок протекает ручей Заозёрный.

## Демография
| 2007 | 2010 | 2017 |
| ---- | ---- | ---- |
| 4    | ↗27  | ↘17  |

## Улицы
Верхняя Ключевая, Заозёрная, Леншоссе, Нижняя Ключевая, Окунёвая, Счастливая.